# Nieng Yan

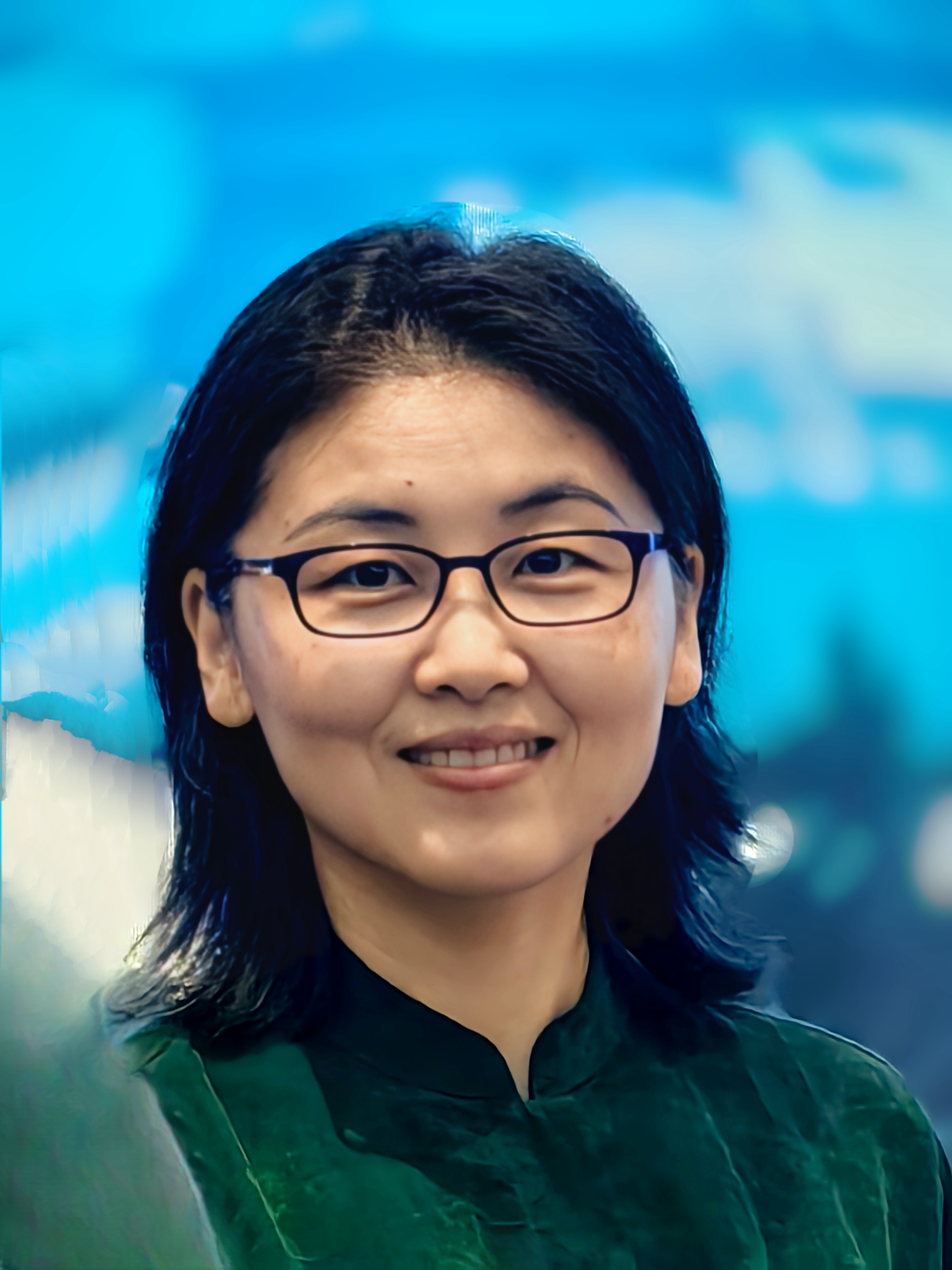
Nieng Yan (2024)

Nieng Yan (* 21. November 1977 in Zhangqiu, Provinz Shandong) ist eine chinesische Strukturbiologin und Molekularbiologin.
Yan studierte Biologie und Biotechnologie an der Universität Tsinghua mit dem Bachelor-Abschluss 2000 und danach an der Princeton University, an der sie 2004 bei Shi Yigong promoviert wurde. Ihre Dissertation war über strukturelle und mechanistische Aspekte der Apoptose. Dafür erhielt sie 2005 den Young Scientist Award für Nordamerika der American Association for the Advancement of Science (und deren Magazin Science) und von GE Healthcare. Als Post-Doktorandin forschte sie in Princeton an der strukturellen Charakterisierung von Intramembran-Proteasen. 2007 wurde sie Professorin an der Tsinghua-Universität – damals die jüngste Professorin an der Tsinghua-Universität – und Leiterin der Abteilung Biologie. Dort studierte sie Membrantransportproteine für Glukose und Natrium- und Kalziumkanäle. 2012 wurde sie zusätzlich Wissenschaftlerin (Early Career Scientist) am Howard Hughes Medical Institute (HHMI). Ihre Rückkehr nach zehn Jahren in China nach Princeton wurde als Rückschlag für die chinesischen Bemühungen gesehen, Top-Wissenschaftler im eigenen Land zu halten, nachdem man sie zunächst für eine Rückkehr nach China gewinnen konnte. Zuvor hatte sie die Forschungsförderung in China dahingehend kritisiert, dass die Vergabe von Fördermitteln zu konservativ und zu wenig risikofreudig sei. Sie ist seit 2017 Shirley M. Tilghman Professor für Molekularbiologie an der Princeton University.
Sie befasst sich mit Membrantransport und beteiligten Proteinen, die sie zum Beispiel mit Kryoelektronenmikroskopie mit atomarer Auflösung untersucht. Insbesondere untersuchte ihr Labor Glukosetransport (GLUT) beim Menschen und verschiedene Natrium- und Calciumkanäle (Nav, Cav) unter anderem auf deren Struktur, dynamische Strukturveränderungen, krankheitsverursachende Mutationen, Einflüsse von Lipiden auf deren Aktivitäten und Zusammenhang von Struktur und Funktion zum Beispiel bei der Muskelkontraktion. Ihr gelang 2014 die Aufklärung der Struktur des Glukosetransport-Membranproteins GLUT 1.
2015 erhielt sie den Young Investigator Award der Protein Society und den Beverley & Raymond Sackler International Prize in Biophysik. 2019 erhielt sie den Weizmann Women in Science Award und wurde auswärtiges Mitglied der National Academy of Sciences, 2021 wurde sie in die American Academy of Arts and Sciences gewählt, 2023 zum Mitglied der European Molecular Biology Organization. Für 2024 wurde Yan der UNESCO-L’Oréal-Preis zugesprochen.

## Schriften (Auswahl)
- mit Y. Shi: Mechanisms of apoptosis through structural biology, Annual Review Cell Development Biology, Band 21, 2005, S. 35–56
- mit Z. Wu u. a.: Structural analysis of a rhomboid family intramembrane protease reveals a gating mechanism for substrate entry, Nature Structural & Molecular Biology, Band 13, 2006, S. 1084–1091
- mit P. Yin u. a.: Structural insights into the mechanism of abscisic acid signaling by PYL proteins, Nature Structural & Molecular Biology, Band 16, 2009, S. 1230
- mit S. Dang u. a.: Structure of a fucose transporter in an outward-open conformation, Nature, Band 467, 2010, S. 734–738
- mit D. Deng u. a.: Structural basis for sequence-specific recognition of DNA by TAL effectors, Science, Band 335, 2012, S. 720–723
- mit X. Zhang u. a.: Crystal structure of an orthologue of the NaChBac voltage-gated sodium channel, Nature, Band 486, 2012, S. 130–134
- mit L. Sun u. a.: Crystal structure of a bacterial homologue of glucose transporters GLUT1–4, Nature, Band 490, 2012, S. 361–366
- Structural advances for the major facilitator superfamily (MFS) transporters, Trends in Biochemical Sciences, Band 38, 2013, S. 151–159
- mit D. Deng u. a.: Crystal structure of the human glucose transporter GLUT1, Nature, Band 510, 2014, S. 121–125
- mit Z. Yan u. a.: Structure of the rabbit ryanodine receptor RyR1 at near-atomic resolution, Nature, Band 517, 2015, S. 50–55
- mit J. Wu u. a.: Structure of the voltage-gated calcium channel Cav1.1 at 3.6 Å resolution, Nature, Band 537, 2016, S. 191
- mit H. Shen u. a.: Structure of a eukaryotic voltage-gated sodium channel at near-atomic resolution, Science, Band 355, 2017, eaaI4326